# Solestella Platoni
Solestella Platoni Condesa de Bardi Señora de Monte Sidolo y Dama Principalísima de Piacenza. En algunos textos es llamada Sollosta o Soluste. Los episodios conocidos de su vida transcurren a fines del siglo XI y principios del siglo XII Italia Parma en Bardi. Solestella provenía de un antiguo linaje real lombardo.
Su familia pertenecía a la nobleza de Bardi. Su padre fue el Conde de Bardi Armano Platoni Rossi, Señor de Monte Sidolo, también es llamado  Armanno, un noble y guerrero que había adquirido tierras tras largas ocupaciones militares. Con el tiempo la familia juró lealtad a Piacenza, por tal motivo se piensa que le llaman también Arimanno (Hombre de Armas libre en idioma lombardo)  en español (Arimannia)

## Unión Matrimonial[3]
La Condesa Solestella contrajo matrimonio con el Marqués Guglielmo Pallavicino, muerto en 1217. Quien es considerado  el fundador de todas las familias de Pallavicino di Lombardia. Producto de la unión, Pallavicino recibe una fuerte dote proveniente del patrimonio de la Familia Platoni. No hubo calma permanente entre ambas Casas, dado que décadas más tarde el hijo de ambos, Uberto el Grande, recibe por parte  del emperador Federico II Hohenstaufen el 1 de mayo de 1249 el Castillo Pietramogolana ubicado en Berceto, que era de la Familia Platoni, tomándolo para sí por la fuerza.  Sin embargo, en el año 1260, Rangone, Uberto, Alberto y Rodolfo Platoni recuperan el Castillo de Pietramogolana por las armas, arrebatándolo a los Pallavicino y posteriormente es vendido a la familia Sanvitale.

## Sidolo
Actualmente Sidolo es una fracción de la comuna de Bardi en Parma. Se eleva a una altitud de 687 metros sobre el nivel del mar. Entre los montes encontramos la iglesia de San Ambrosio, mencionada por primera vez en el año 890 mediante un decreto del rey y emperador Carlos III el Gordo y reconstruida por primera vez en 1185.
A poca distancia de la iglesia de Sidolo, en el monte,  todavía existen los restos del un antiguo Castillo de Sidolo de la familia Platoni, el que pasó a la comuna de Piacenza en 1189.

## Hijos de Solestella con Guglielmo
Uberto Pallavicini Marqués Oberto o Uberto II Pallavicino "El Grande"
Delfino Pallavicino: de la localidad  Scipione comuna actual de Salsomaggiore Terme. En 1238 fue Podestà de Reggio y participó del Señorío de Soragna junto a la familia Meli-Lupi